# Sparattanthelium tarapotanum
Sparattanthelium tarapotanum là một loài thực vật có hoa trong họ Hernandiaceae. Loài này được Meisn. miêu tả khoa học đầu tiên năm 1866.